# 新布拉茨凱 (科羅斯堅區)
50°50′16″N 28°59′50″E / 50.83778°N 28.99722°E
新布拉茨凯（烏克蘭語：Новобратське），是烏克蘭北部日托米爾州科羅斯堅區乔波维奇市镇内的村落。始建於1939年，面積3.91平方公里，海拔高度175米，2022年人口490，人口密度每平方公里177.07人。